# The Legend of Zelda: The Wind Waker
| Recensioner     | Recensioner     |
| Recensionsbetyg | Recensionsbetyg |
| Publikation     | Betyg           |
| --------------- | --------------- |
| Gamespot        | [ 2 ]           |
| Gamespy         | [ 3 ]           |
| IGN             | [ 4 ]           |

The Legend of Zelda: The Wind Waker (förkortat TWW eller ibland enbart WW) är det nionde spelet i The Legend of Zelda-serien. Spelet var det första Zelda-spelet till Nintendo GameCube och släpptes 2002. De tidiga specialutgåvorna av detta spel innehåller även The Legend of Zelda: Ocarina of Time samt The Legend of Zelda: Ocarina of Time Master Quest till Nintendo Gamecube.
The Wind Waker var ett av spelen som var med i konstutställningen The Art of Video Games på Smithsonian American Art Museum under 2012.

## Handling
The Wind Waker utspelar sig hundratals år efter The Legend of Zelda: Ocarina of Time. Det finns inga spår efter landet Hyrule, utan istället utspelar sig spelet på ett stort hav med en mängd öar. Link bor på Outset Island tillsammans med sin mormor och sin yngre syster, Aryll. På sin födelsedag får Link höra talas om legenden om The Hero of Time (Link från Ocarina of Time) och får en traditionell grön tunika för att hedra den gamle hjälten.
Men livet blir mer komplicerat när Aryll blir kidnappad av en stor fågel, Helmaroc King, som är en underhuggare till Ganondorf. Dessutom dyker pirater upp på den lilla ön. Link får veta att Helmaroc King har kidnappat flera flickor från andra öar och lyckas få piraternas ledare Tetra att ta med honom på skeppet för att rädda Aryll. Snart uppdagas det att Ganondorf, som besegrades och förbannades till The Sacred Realm i Ocarina of Time, lyckats fly från sitt fängelse. "Link" ger sig ut på de öppna haven för att rädda sin syster och resten av världen från Ganondorfs onda planer.
Namnet The Wind Waker kommer från en taktpinne med samma namn som man får i spelet, och som man bland annat kan ändra vindarnas riktning med.

## Speluppbyggnad
Speluppbyggnaden känns igen från Zelda-spelen som släpptes till Nintendo 64. Med hjälp av olika vapen och verktyg ska man lösa gåtor. Ofta öppnar nya verktyg nya dörrar på områden som man varit på tidigare så det gäller att utforska världen ordentligt och flera gånger. Vid sidan om huvudhistorien finns det s.k. side-quests (sidouppdrag). 
Man ska också besegra fiender, och emellanåt bossar. I striderna kan man "låsa" Links sikte på fienderna, en teknik som också kommer från Nintendo 64-versionerna, men stridssystemet innehåller också en nyhet; genom att trycka vid speciella tillfällen kan Link utföra superattacker. Detta är speciellt viktigt när man möter fiender med rustning eftersom specialattackerna i dessa fall innebär att man skär av rustningens upphängning. En annan nyhet är att man kan styra vinden; detta är ett måste för att kunna segla mellan öarna, men kan också användas för att lösa olika pussel.
Wind Waker innehåller också ett stort sidouppdrag kallat the Nintendo Gallery. Det går ut på att Link ska samla fotografier (med sin färgkamera, Deluxe Picto-Box) på alla olika levande varelser som han stöter på genom hela äventyret. Varje fotografi av en ny varelse belönas med en målad lerfigur. Det finns totalt 134 lerfigurer att samla och därmed är detta ett av de längsta side-quests som någonsin funnits i ett Nintendo-spel.
Genom att koppla en Game Boy Advance (GBA) till Gamecube så kan man också få fram karaktären Tingle efter att man befriat honom från fängelset på sydöstra sidan av Windfall Island. Genom GBA:n kan en andra spelare hjälpa den som spelar Link genom att, i utbyte mot spelvalutan rupees, köpa allt från bomber till ballonger åt Link för att hjälpa honom på traven. 
När man klarat spelet kan man få spela en så kallad "progressive play", vilket betyder att man spelar om spelet efter att man varvat spelet minst en gång, då med annorlunda förutsättningar. Bland annat får man börja spelet med en "Deluxe Picto-box" som man endast kan få tag på senare i spelet under första spelomgången, alla lerfigurer man samlat på sig från den första sparade filen, möjlighet att kunna läsa det uråldriga Hyrule-språket samt spela hela spelet i Links vanliga kläder; en blå tröja med krabbmotiv och ett par ljusa byxor, istället för den gröna tunikan. Links lillasyster har även hon andra kläder på sig i denna spelomgång, nämligen de som hon får senare i spelet av piraterna i första spelomgången.
Huvudmenyn i The Wind Waker ändrar utseende något beroende på vad klockan är i den verkliga världen. Detta gör den genom att kolla GameCube:ns interna klocka, som kan ändras genom att hålla inne A-knappen medan spelaren startar GameCube:n. Är klockan före 18.00 är det dag på huvudmenyn och vice versa.

## Karaktärer

### Link
Link är spelets blonde, grönklädde hjälte som spelaren har i uppgift att styra. Han är i spelets början bosatt på en liten ö vid namn Outset Island tillsammans med sin lillasyster Aryll och sin mormor, men lämnar ön när hans syster blir kidnappad. Han visar genom spelets gång prov på stort mod och hjälpsamhet. Senare i spelet blir Link ägare till sin alldeles egna ö och cabana.
Link är vänsterhänt, och, som i de flesta andra Zelda-spel, antingen stum eller bara ovillig att tala. Trots att han inte talar genom spelets gång är han allmänt omtyckt av människorna i sin närhet på grund av hans hjälpsamhet och generositet.
Link är innehavaren av modets trekraft. Han ger sig i slutet av spelet av med Zelda för att hitta ett nytt land att kalla Hyrule som inte är täckt av vatten.

### Tetra/Prinsessan Zelda
Tetra är den tuffa piratkaptenen som hjälper Link under sitt äventyr. Hon är blond, solbränd och klär sig i en röd scarf, en blå väst och shorts. Tetra är kapten över ett halvdussin ganska harmlösa pirater, som alla ser upp till henne och lyder henne blint. Det är möjligt att en av piraterna, Gonzo, har ett romantiskt intresse för henne, men hans känslor är i så fall inte besvarade.
I början av spelet tycks hon inte bry sig speciellt mycket om Link, men under spelets gång blir hon allt mer fäst vid honom och hjälper honom mer än gärna i slutstriden mot den onde Ganondorf.
En bit in i spelet avslöjas det att piratkaptenen Tetra är innehavaren av visdomens trekraft och att hon i själva verket är prinsessan Zelda. Med hjälp av magi förändras hennes utseende; hon blir märkbart blekare, får utsläppt hår och nya, mer feminina kläder.

### Ganondorf/Ganon
Ganondorf är återigen antagonisten i detta Zelda-spel. Efter att ha brutit sig ur sitt fängelse i Hyrule och trotsat gudarna letar han efter prinsessan Zelda för att kunna stjäla hennes krafter. Detta är orsaken till att han kidnappar flickor med långa öron. Han själv besitter styrkans trekraft och han är mycket mäktig. Med hjälp av sina trogna underhuggare, såsom korkade bokobliner eller de mer kraftfulla monstren Helmaroc King eller Gohma, förpestar han livet för de intet ont anande invånarna på havets öar. 
Ganondorf har till en början sitt högkvarter på en avlägsen ö kallad The Forsaken Fortress efter fortet på ön, men han drar sig sedan tillbaka till Hyrule genom en magisk portal.
För att Link ska kunna besegra Ganondorf i detta spel måste han först, med hjälp av sin pilbåge och sina ljuspilar, besegra Puppet Ganon. Puppet Ganon är en varelse som kan ta form av tre olika enorma djur, men som alla har ansiktet av en gris. Hans svaga punkt är svansen. Link måste sedan i striden mot Ganondorf själv ta till svärdet för att kunna besegra sin fiende.

### Medli
Medli är en godhjärtad och mild ritoflicka som Link hjälper under sitt äventyr. Hon är tjänare till draken Valoo, en himmelsande, men hon är väldigt självkritisk och tvivlar på sina egna förmågor att kunna passa upp på Valoo lika bra som hans tidigare tjänare. Hon kan tala lite av hans uråldriga språk. Medli bor tillsammans med de andra av sitt folkslag på ön Dragon Roost Island. Hon är väldigt omtyckt av ritoledarens son, pris Komali, men han får under spelets gång ingen möjlighet att visa sina känslor för henne.
En bit in i spelet får man veta att Medli är en av de vise och behöver hjälp av Link att återställa ordningen i jordtemplet. Harpan hon ständigt bär med sig har magiska krafter och hon spelar på den när Link dirigerar henne med sin Wind Waker.

### Makar
Makar är en liten korok som ständigt lyckas hamna i trubbel. Till skillnad från de flesta andra ur sitt folkslag brukar Makar inte lämna ön där han bor, Forest Haven, utan han stannar där med skogsanden The Great Deku Tree. Makar är ansvarig för att varje år spela musiken till en speciell festival på sin blåa fiol.
Man får senare i spelet reda på att Makar är en av de vise, och att Link måste hjälpa honom att besegra ondskan som slagit rot i lufttemplet. Makar kan spela på sin magiska fiol om Link dirigerar honom med sin taktpinne.

### Aryll
Aryll är Links glada lillasyster. Hon är blond, precis som sin storebror, och går i spelets början klädd i en himmelsblå, blommig klänning. Hon kidnappas tidigt i spelet av Ganondorfs enorma fågel, Helmaroc King. Efter att piraterna räddat henne från Ganondorf så har hon istället på sig en rödviolett klänning med vita dödskallar på.
Arylls mest älskade ägodel är hennes tubkikare, som hon lånar ut till sin bror på hans födelsedag i spelets början. Hon tycker för övrigt mycket om fiskmåsar, och de tenderar dessutom att flockas kring henne.

### Tingle
Tingle är en väldigt liten, grönklädd, 35-årig man vars största önskan är att få bli en av "fefolket" - han syftar förmodligen på kokirifolket från Ocarina of Time som klär sig i samma gröna färg och som alla följs av var sin fe. Tingle är instängd i en fängelsecell på Windfall Island innan Link räddar honom. Han blir mycket tacksam när Link släpper ut honom, och på grund av Links gröna kläder förväxlar Tingle honom med en så kallad "femänniska".
Tingle äger en egen ö som heter, kort och gott, Tingle Island, där han befinner sig högst upp i ett torn. Två av hans släktingar sliter dag och natt för att få det stora Tingle-huvudet på toppen av tornet att snurra. Tingle är en stor entusiast av kartor, och hjälper Link att tyda sina trekraftsskartor mot en inte så blygsam summa pengar.
Efter spelaren har räddat Tingle och fått föremålet kallat Tingle Tuner kan man koppla en Game Boy Advance till sin Gamecube. En andra spelare kan då spela som Tingle och hjälpa (eller förstöra för) spelaren som styr Link. Använder man denna funktion kan man få tag på en bonusstaty till sitt Nintendo Gallery, Tingles bror Knuckle, som inte går att få annars och som egentligen inte behövs för att samlingen ska bli komplett.

### Folkslag

#### Rito
Ritostammen är ett fågelliknande folkslag; de har näbbar, och fullvuxna ritoer har dessutom välutvecklade vingar. För att kunna utveckla vingar måste de klättra upp för det höga berget på Dragon Roost Island, där de alla bor, och ta emot ett drakfjäll från himmelsanden Valoo. 
Ritostammen är i spelet brevbärare, och sorterar och levererar all post som skickas från ö till ö. Brevbäraren Quil hjälper åtskilliga gånger Link i spelet. Link kan dessutom i ett minispel hjälpa en ritoman vid namn Koboli att sortera posten.
Ritofolket leds av en stamledare. Link får en skatt kallad Din's Pearl av Ritostammens prins, Komali.

#### Koroker
Korok är det folkslag som kommer från skogarna i Forest Haven. De är små figurer gjorda av trä, och alla har ett blad av en viss form som ansikte. Korokerna kan flyga med hjälp av blad som de håller i och som roterar likt en propeller. När är de rör sig kommer ett klirrande ljud från dem. Nästan alla Koroker har namn relaterade till olika träd eller växter, så som Hollo (vilket kommer från det engelska ordet "holly"; "järnek") eller Rown (som kommer från det engelska ordet "rowan"; "rönn"). Det finns tolv koroker i spelet.
Varje år håller korokerna en speciell festival, där Makar spelar musik och resterande koroker, förutom brygdmästaren Hollo, flyger ut till olika öar och planterar nya träd.
Korokernas beskyddare, skogsanden The Great Deku Tree, berättar för Link att korokerna är andar som en gång i tiden hade formen av människor, men att de antog den nuvarande skepnaden eftersom den var bättre anpassad efter livet på havet. Det är möjligt att korokerna en gång i tiden var kokirifolket från Ocarina of Time, med tanke på att The Great Deku Tree även talar om dem som "hans kära små barn".
Efter att Link hjälpt korokerna får han Farore's Pearl från The Great Deku Tree.

#### Hylianer
Hylianerna är det folkslag som mest påminner om människor, bortsett från att de har längre och spetsiga öron. Hylianerna utgör det vanligaste folkslaget i spelet, och det finns gott om dem på öar som Outset Island och Windfall Island. Hjälten Link och prinsessan Zelda tillhör detta folkslag. 

#### Zora
Zora är inget ofta förekommande folkslag i detta spel; endast en varelse av denna ras finns med. Hennes namn är Laruto, vilket påminner starkt om namnet på zoraprinsessan Ruto från Ocarina of Time, och hon är den förra visa i jordtemplet. Hon dödades av Ganondorf och hennes ande är fångad i templet, och hon behöver Links och Medlis hjälp för att bli fri.
Zoror är ljusblå vattenvarelser med fenor.

#### Kokiri
Kokiri är ett gammalt, grönklätt folkslag som inte längre finns kvar i världen i The Wind Waker. Dock träffar Link under sin resa en av detta folkslag. Hans namn är Fado och han är anden av den tidigare vise i lufttemplet. Med Links och Makars hjälp kan hans ande släppas fri.

#### Bokobliner/Mobliner
Bokoblin och moblin är två raser som hör till Links fiender. De är Ganondorfs hjälpredor, och båda dessa sorters varelser är ganska korkade. De har båda starka drag från grisar, men bokobliner är i regel mindre och svagare, medan mobliner är stora och bättre krigare än de förstnämnda.

## Grafik
Det som blev mest omdiskuterat i samband med att The Wind Waker släpptes var skillnaden i grafik jämfört med de tidigare spelen. Till skillnad från föregångarna använde man sig av en teknik som heter cel-shading (en grafisk teknik som ger 3D-objekt ett mer handmålat utseende). Detta innebar ett helt annat utseende och en helt ny spelupplevelse än i de tidigare spelen. Vid första visningen av spelet delades tv-spelsvärlden upp i två grupper; de som älskade det nya utseendet och de som hatade det.

## Utmärkelser
WatchMojo.com placerade The Wind Waker på plats 2 på deras lista "Top 10 Cel-Shaded Video Games", plats 3 på listan "Top 10 Legend of Zelda Games" och på plats 8 på deras lista "Top 10 Video Games of the 6th Generation".

## The Legend of Zelda: The Wind Waker HD
Den 4 oktober 2013 släppte Nintendo en remake av The Legend of Zelda: The Wind Waker till deras nya konsol Wii U. Spelet fick namnet The Legend of Zelda: The Wind Waker HD och som namnet antyder så är spelet i HD-upplösning med 16:9 Widescreen. Spelet utnyttjar konsolens unika möjlighet att flytta TV-bilden till Wii U-kontrollen, Gamepad, vilket exempelvis kan användas om någon annan vill se på TV samtidigt som man spelar. Det finns också många små ändringar i spelet och spelskaparna har försökt att eliminera de element i spelet som var minst omtyckta av spelarna. Exempelvis behöver man inte längre bärga upp lika många skatter från havsbotten, det är enklare att samla figurer och det finns nu ett nytt segel som är snabbare än det gamla och alltid har vinden i ryggen. Nytt är också Tingle Bottle, som man kan använda för att skicka flaskpost via onlinesystemet Miiverse till andra spelare. Dessa flaskor kan man sedan hitta vid stranden vid de olika öarna.